# Pasto
Pasto – miasto w południowo-zachodniej Kolumbii, w Kordylierze Środkowej (Andy), na wysokości 2594 metrów, u podnóża czynnego wulkanu Galeras (4482 m), przy Drodze Panamerykańskiej. Około 335 tys. mieszkańców. Stolica departamentu Nariño.
W mieście rozwinął się przemysł włókienniczy, spożywczy, drzewny, skórzany oraz rzemieślniczy. Znajduje się tu port lotniczy Antonio Nariño.

## Miasta partnerskie
- Mérida